# 3191 Szvanyetyja
A 3191 Svanetia (ideiglenes jelöléssel 1979 SX9) a Naprendszer kisbolygóövében található aszteroida. Nyikolaj Sztyepanovics Csernih fedezte fel 1979. szeptember 22-én.